# Ligdia suffusa
Ligdia suffusa är en fjärilsart som beskrevs av Louis Beethoven Prout 1915. Ligdia suffusa ingår i släktet Ligdia och familjen mätare. Inga underarter finns listade i Catalogue of Life.